# アルベルト・デ・マルキ
アルベルト・デ・マルキ（Alberto De Marchi、1986年3月13日 - ）は、イタリアのラグビーユニオン選手。

## プロフィール
- イタリア・イェーゾロ出身[1]。
- 現役時代のポジションはプロップ(PR)。
- 身長 183cm、体重 123kg
- イタリア代表通算キャップ数は29（2025年5月現在）でワールドカップ2015のイタリア代表に選ばれた[2]。

## 略歴
ベネットン・トレヴィーゾ、セール・シャークスを経て、2015年、ベネットンに復帰。
2019年、現役を引退した。